# Olga Šulcová
Olga Šulcová (10. června 1935, Ostrava – 19. dubna 2016, Praha) byla česká novinářka, redaktorka, spisovatelka, signatářka Charty 77. Její manžel byl novinář a ekonom Zdislav Šulc, který bývá řazen k nejvýznamnějším makroekonomickým analytikům fungování ekonomiky sovětského typu. Měli spolu dvě děti.

## Životopis
Narodila se do dělnické rodiny, její otec byl horníkem, matka služkou. Vystudovala dvouletou obchodní školu. Svou novinářskou kariéru zahájila v ostravském deníku Nová svoboda nejprve na pozici elévky, následně jako redaktorka. V roce 1956 se s manželem přestěhovala do Prahy, stala se členkou KSČ. Mezi lety 1958 a 1959 působila jako redaktorka Večerní Prahy, kde dělala převážně reportáže, dobové články a rozhovory. Tou dobou byla většina její práce konformní s režimem v tehdejším Československu anebo apolitická.
Po srpnu 1968 byla nucena přestoupit do deníku Práce. Na podzim roku 1968 ji proslavil zejména komentář s titulkem Nespravedlivě mrtví, který mimo jiné připomínal oběti srpnových událostí. V roce 1970 byla pro svůj negativní postoj k okupaci vojsk Varšavské smlouvy vyloučena ze strany a začalo pro ni obtížné normalizační období. Později byla nucena pracovat jako dělnice v neratovické chemičce. Tato práce ji paradoxně velmi inspirovala. Později z ní čerpala při psaní povídek, které vyšly v roce 1999 v knize Záhada červeného křesla... a jiné příběhy. Po dvou letech v chemičce přestoupila do gumáren a deset let poté pracovala jako noční korektorka.
Státní bezpečnost ji sledovala již od roku 1973, a to kvůli ilegálním schůzkám pravicových oportunistů. V roce 1977 podepsala Chartu 77. Zájem Státní bezpečnosti o Olgu Šulcovou stoupl v březnu 1981, kdy byla zatčena a umístěna do cely předběžného zadržení. Důvodem měly být údajné informace o atentátu na hlavu státu. Státní bezpečnost tohoto zatčení využila k tomu, aby ji začala vydírat ve vztahu k jejímu manželovi, dětem i přátelům. Po obrovském nátlaku Šulcová souhlasila se spoluprací. Od května 1982 se Olga Šulcová s pracovníky StB sešla na 166 schůzkách, ze kterých kontrarozvědka zpracovala 271 záznamů. V roce 1984 Šulcová ale zároveň založila vlastní samizdatový časopis s názvem Ze zásuvky i z bloku. Do roku 1989 vyšlo 24 čísel. Šulcová se snažila StB neprozrazovat všechno, řadu lidí kryla, pokračovala v práci pro samizdat. StB nakonec spolupráci, za kterou Šulcové i platila, ukončila 13. listopadu 1989.
Ve svobodných poměrech Olga Šulcová dál spolupracovala s mnoha periodiky, mezi které patřily Lidové noviny, Listy, Literární noviny, a vydala i několik knih. V roce 2012 vyšel v nakladatelství Burian a Tichák soubor fejetonů s názvem Univerzální žena: z nečasu do času. Publikace zahrnuje fejetony vzniklé mezi lety 1954 a 2010, které Šulcová publikovala v řadě periodik, v nichž v průběhu let působila, a také, po roce 1968, v samizdatu nebo exilových Listech. Jak v nekrologu poznamenala spisovatelka Jana Červenková, Šulcová zemřela v den, kdy byla přijata do PEN klubu.